# Express.js
Express.js (ou apenas Express) é um framework para Node.js que fornece recursos mínimos para construção de servidores web (HTTP). Foi lançado como software livre e de código aberto sob a licença MIT. É um dos mais populares frameworks para servidores em Node.js.

## História
Express.js foi fundado por TJ Holowaychuk. A primeira versão, de acordo com o repositório oficial no GitHub, foi lançada em 22 de maio de 2010 (Versão 0.12).
Em junho de 2014, os direitos de gerenciamento do projeto foram comprados pela empresa americana StrongLoop, que atualmente pertence a IBM. Em Janeiro de 2016, a IBM anunciou que colocaria o Express.js sob os cuidados da Fundação Node.js.

## Popularidade
Express.js é usado no mundo todo por diferentes desenvolvedores e empresas. É usado, por exemplo, pela Fox Sports, PayPal, Uber e também pela própria IBM.

## Exemplo
Exemplo de um web service RESTful (HTTP) usando serialização para JSON; responde com uma saudação ao acessar http://localhost:3000/hello/Mundo:
```
import
 
express
 
from
 
'express'

import
 
morgan
 
from
 
'morgan'

const
 
app
 
=
 
express
()

const
 
port
 
=
 
3000

app
.
use
(
morgan
(
'common'
))
 
// Logger

app
.
get
(
'/'
,
 
(
req
,
 
res
)
 
=>
 
{

  
res
.
redirect
(
'/hello/Mundo'
)

})

app
.
get
(
'/hello/:name'
,
 
(
req
,
 
res
)
 
=>
 
{

  
const
 
name
 
=
 
req
.
params
.
name

  
const
 
now
 
=
 
new
 
Date
()

  
res
.
status
(
200
).
send
({

    
message
:
 
`Olá, 
${
name
}
!`
,

    
timestamp
:
 
now
.
toJSON
(),

  
})

})

app
.
listen
(
port
,
 
()
 
=>
 
{

  
console
.
debug
(
`Listening on http://localhost:
${
port
}
`
)

})

```

## Ligações Externas
- Sítio oficial
- express no GitHub